# Aubrey Beardsley
Aubrey Vincent Beardsley (Brighton, 21 de agosto de 1872-Menton, 16 de marzo de 1898) fue un artista pintor e ilustrador británico. Uno de los más notables críticos de la sociedad victoriana, satírico e implacable, su obra despertó admiración y escándalo. Fue referido brevemente por Max Beerbohm en su relato Enoch Soames.[cita requerida]

## Biografía

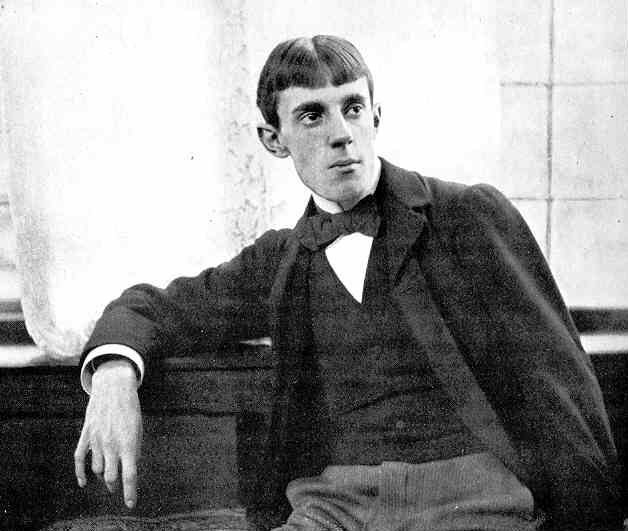
Beardsley, en 1893 (retrato de Frederick Hollyer).

Aubrey Beardsley nació en Brighton. En 1883 su familia se estableció en Londres, y al año siguiente se dio a conocer al público como «niño prodigio», dando varios conciertos junto a su hermana. Estudió en la grammar school de Bristol en 1884, y en 1888 obtuvo un puesto en la oficina de un arquitecto. Después trabajó para la compañía de seguros Guardian Life and Fire.
En 1891, por consejo del famoso pintor prerrafaelita Sir Edward Burne-Jones y Pierre Puvis de Chavannes, se dedicó al arte profesionalmente, En 1892 acudió a clases en la Escuela de arte de Westminster, con el profesor Fred Brown.
En su corta vida, Beardsley se ganó la reputación de ser uno de los ilustradores ingleses más innovadores. 
Produjo amplias ilustraciones para libros y revistas, como por ejemplo la edición de lujo de la obra de Sir Thomas Malory Le Morte d'Arthur, que se considera su primer encargo de importancia (1893); en esta obra se aprecian influencias de Burne-Jones.
Fue editor de The Yellow Book (El libro amarillo) (1894-1895). Fue editor de arte durante las primeras cuatro ediciones y produjo muchas ilustraciones para la revista. También trabajó para revistas como The Savoy (1896, editada por Leonard Smithers) y The Studio. Ilustró Salomé (de su amigo Oscar Wilde) en 1893 para su representación francesa; fue interpretada en inglés al año siguiente. Aparece ya aquí su estampa típicamente japonesa y clásica, con un trazo muy estilizado y grandes superficies negras y blancas.
En sus últimas obras el dibujo se complica, sintiéndose la influencia del rococó; así puede verse en The Rape of the Lock, de Alexander Pope (1895).
También escribió Under the Hill, un cuento erótico inacabado basado vagamente en la leyenda de Tannhäuser, amén de relatos cortos y poesías. Pudo publicarlo en The Savoy.
Beardsley era un personaje público, así como un excéntrico privado perteneciente al círculo de amigos de Oscar Wilde. Dijo: «Sólo tengo un objetivo - lo grotesco. Si no soy grotesco no soy nada». Wilde dijo de él que tenía «una cara como un hacha de plata, y pelo verde hierba».
Beardsley estuvo activo hasta que murió de tuberculosis en la localidad francesa de Menton con veinticinco años de edad. Se había convertido al catolicismo en el año 1895.

## Obra

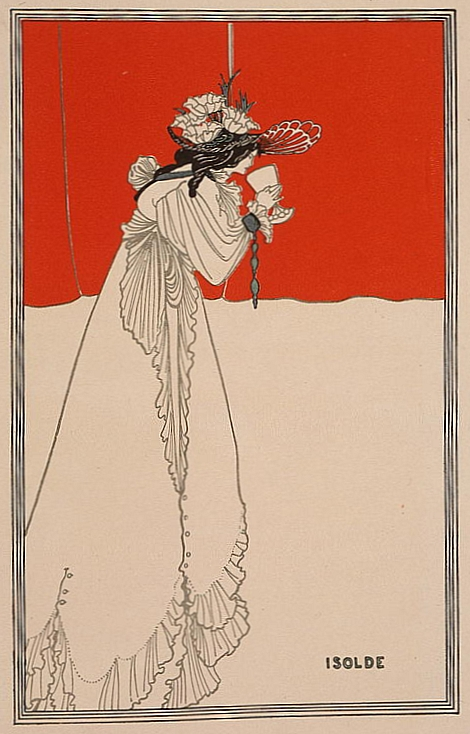
Isolda (1899-1900) (véase Tristán e Isolda).

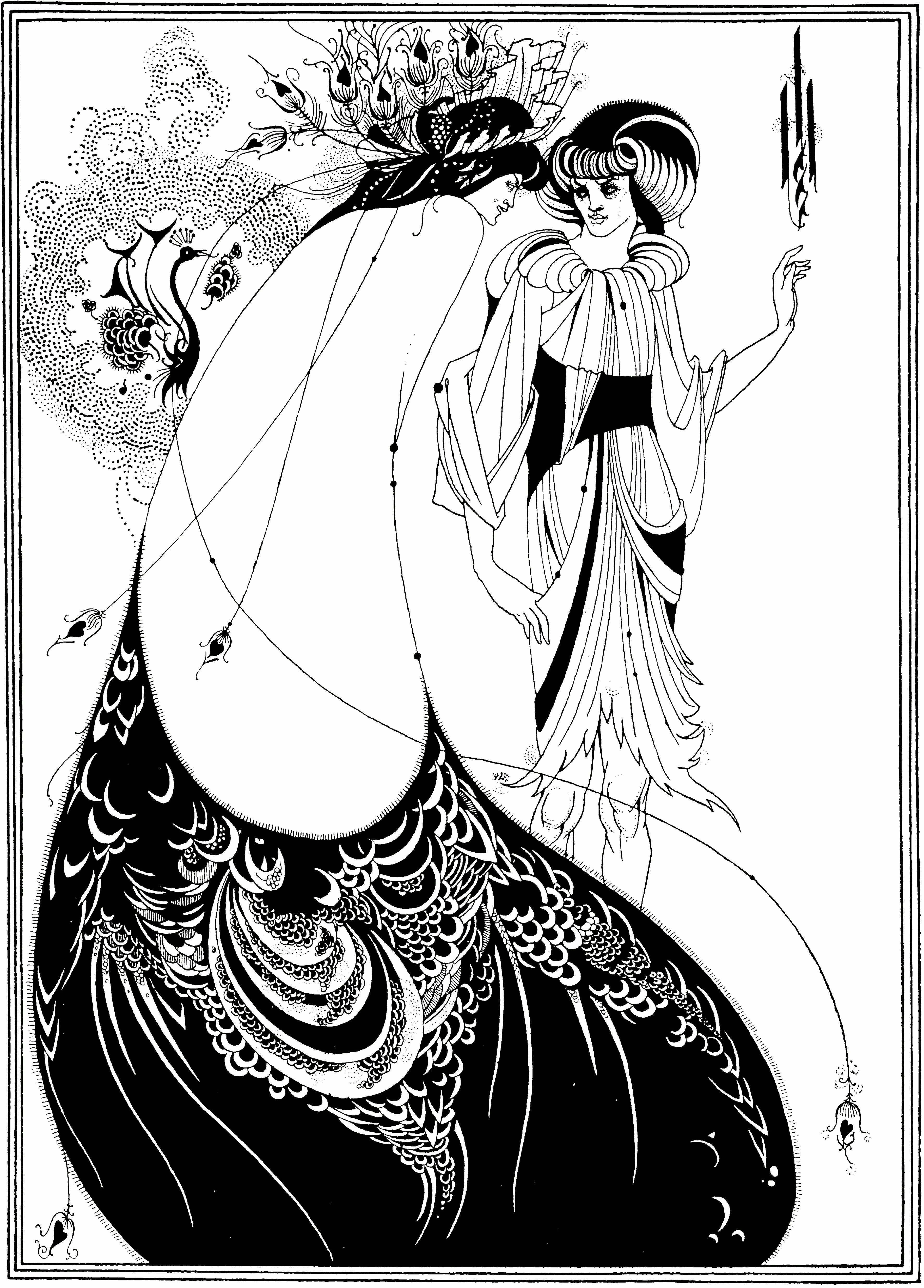
The Peacock Skirt (1894) para la obra Salomé, de Oscar Wilde.

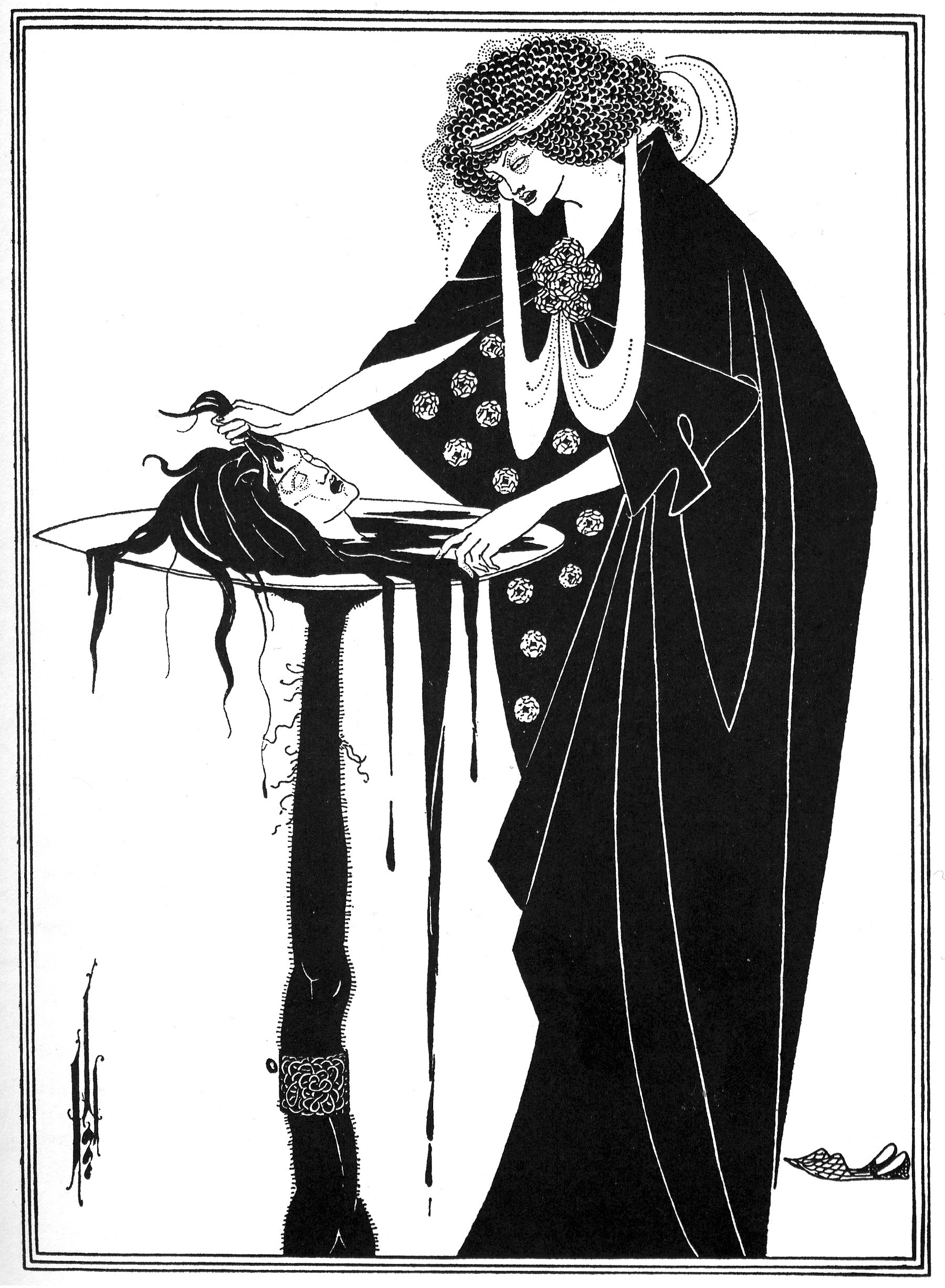
The Dancer's Reward (1894) para Salomé

Aubrey Beardsley trabajó en una línea semejante al gran cartelista checo Alfons Mucha.
La mayor parte de su obra son cuadros en tinta de diversa temática (mitología, erotismo, caricaturas,...). Estas imágenes tienen amplias zonas negras en contraste con otras blancas igualmente extensas, y zonas de detalle fino con otras en las que no hay ninguno. Dibuja incurvaciones propias del grabado japonés.
Beardsley está influido por el simbolismo y el esteticismo, la contrapartida británica al decadentismo y el simbolismo. Su estilo de gran sensibilidad imaginativa y hedonismo, así como su temática, en ocasiones macabra, le sitúan dentro del movimiento artístico europeo del fin-de-siècle. Sus obras tienen cierta atmósfera «fatalista».
Sus ilustraciones eróticas más famosas son las que versan sobre temas de historia y mitología, incluidas sus escandalosas ilustraciones para Lisístrata y Salomé.
Beardsley fue también un caricaturista e hizo algunas tiras cómicas políticas, reflejando el irreverente ingenio de Wilde en el arte. 
Su obra refleja la decadencia de su época y su influencia fue enorme, claramente visible en la obra de los simbolistas franceses, el movimiento del arte del cartel de los años 1890 y la obra de muchos artistas posteriores del art nouveau, como Frank C. Papé y Harry Clarke. Tuvo gran influencia en los Estados Unidos, especialmente en la obra de Will H. Bradley, cuyos diseños eran a veces tan parecidos que en la época se ironizaba al respecto: «Esto, ¿lo ha hecho el "B" inglés o el americano?».

## Vida privada
Beardsley fue un excéntrico tanto en lo público como en lo privado. Solía decir: "No tengo más que un objetivo: lo grotesco. Si no soy grotesco, no soy nada." Wilde decía que Beardsley tenía "un rostro como un hacha plateada y cabello verde hierba". Beardsley era meticuloso en su vestir: trajes de color gris paloma, sombreros, corbatas y guantes amarillos. Se presentaba ante su editor con chaqué y zapatos de salón.
Aunque se asociaba a Beardsley con la camarilla homosexual que incluía a Oscar Wilde y a otros miembros del esteticismo, los detalles de su sexualidad siguen en duda. En sus Autobiografía, W. B. Yeats, que lo conocía bien, afirma que él no era homosexual. Las especulaciones acerca de su vida sexual incluyen rumores respecto a una relación incestuosa con su hermana mayor, Mabel, y es posible que ella haya quedado embarazada y que haya tenido un aborto.
Durante toda su carrera, Beardsley padeció crisis recurrentes de tuberculosis. Sufría de hemorragias pulmonares frecuentes  y era común que no pudiera asistir al trabajo o salir de casa.
Beardsley se convirtió al catolicismo en marzo de 1897. El año siguiente, las últimas personas a quienes escribió antes de morir fueron su editor, Leonard Smithers, y su amigo Herbert Charles Pollitt:
Fecha del sello de correos: 7 de marzo de 1898 | Jesús es nuestro señor y nuestro juez | Querido amigo, te imploro que destruyas todas las copias de Lisístrata y las malas ilustraciones … Por todo lo que es sagrado, todas las ilustraciones obscenas. | Aubrey Beardsley | En la agonía de mi muerte.
 Ambos ignoraron sus deseos, y Smithers siguió vendiendo reproducciones y también falsificaciones de la obra de Beardsley.